# Белейка (приток Кунары)
Белейка — река в городском округе Богданович Свердловской области. Истоки в урочище Макарьевские Кусты, между сёлами Бараба и Кулики. От истока река течёт на северо-восток, затем преимущественно на север. Протекает под линией железной дороги Екатеринбург-Тюмень, затем под Сибирским трактом. В деревне Билейка впадает справа в Кунару в 37 км от её устья. Длина реки 9 км.

## Данные водного реестра
По данным государственного водного реестра России, река Белейка относится к Иртышскому бассейновому округу, речному бассейну Иртыша, речному подбассейну Тобола. Водохозяйственный участок реки — Пышма от Белоярского гидроузла и до устья, без реки Рефт от истока до Рефтинского гидроузла.
Код объекта в государственном водном реестре — 14010502212199000000140.